# Szymon Hens
Szymon Hens, James Stanley Hens (ur. 7 grudnia 1891 w Nowym Dworze, zm. 2 lipca 1986 w Bethesdzie) – szwajcarsko-amerykański lekarz psychiatra polskiego pochodzenia. Autor pracy, w której zaproponował wykorzystanie atramentowych plam w diagnostyce psychiatrycznej. Na jej podstawie Hermann Rorschach stworzył test projekcyjny znany i używany do dziś.
Syn architekta i inżyniera Lejzora Fajwela Hensa i jego żony Franciszki. Miał braci Michała, który został lekarzem, i Brunika, przedsiębiorcę. Ukończył II Gimnazjum w Warszawie. Od 1912 do 1917 studiował na Uniwersytecie w Zurychu. Tytuł doktora medycyny otrzymał 10 listopada 1917 na podstawie sporządzonej pod kierunkiem Eugena Bleulera dysertacji Phantasieprüfung mit formlosen Klecksen bei Schulkindern, normalen Erwachsenen und Geisteskranken. Praca ta została opublikowana przez zuryskie wydawnictwo Speidel & Wurzel. W październiku 1917 Hens został asystentem w klinice w Zurychu.
W lutym 1922 ożenił się z Hedwig („Hedy”) Emmą Bucher, pochodzącą z Zurychu, córką Johanna Jacoba Buchera i Emmy Rinderknecth. Kilka miesięcy później wyjechali do Stanów Zjednoczonych, gdzie Hens (podpisujący się już jako James Stanley Hens) odbył staż na Columbia University. Niedługo potem postanowili zostać w USA. Początkowo mieszkali na Bronksie, potem przeprowadzili się do mieszkania na Manhattanie. Pięć lat po przyjeździe otrzymali amerykańskie obywatelstwo. Po 1928 przenieśli się do Pelham Manor. Potem praktykował w Spring Grove State Hospital w Baltimore. W ostatnich latach życia mieszkał w Bethesdzie, zmarł w 1986 roku w wieku 94 lat.
Małżeństwo Hensów miało dwoje dzieci, syna Russella (ur. 1926) i córkę Joyce (ur. 1928) zamężną Green, sędzię Stanów Zjednoczonych Dystryktu Kolumbii.
Hens prowadził z sukcesem prywatną praktykę psychiatryczną. Nie publikował, katalog National Library of Medicine oprócz dysertacji doktorskiej wymienia tylko jedną pracę, napisaną wspólnie z Russellem G. MacRobertem.
Biografię Hensa zbadał Cezary W. Domański.